# Xã Lee, Quận Adair, Iowa
Xã Lee (tiếng Anh: Lee Township) là một xã thuộc quận Adair, tiểu bang Iowa, Hoa Kỳ. Năm 2010, dân số của xã này là 214 người.